# دهستان میان ولایت
میان ولایت، دهستانی از توابع بخش مرکزی شهرستان مشهد در استان خراسان رضوی ایران است.

## جمعیت
براساس سرشماری سال ۱۳۸۵ جمعیت آن  ۲۰۳۹۷ نفر (۴۸۸۵ خانوار) بوده‌است.